# 若盧德基
50°7′22″N 27°18′36″E / 50.12278°N 27.31000°E
若盧德基（烏克蘭語：Жолудки），是烏克蘭的村落，位於該國西部赫梅利尼茨基州，由舍佩蒂夫卡區負責管轄，始建於1604年，面積51平方公里，海拔高度265米，2001年人口284。